# Myrrhis aurea
Myrrhis aurea är en flockblommig växtart som beskrevs av Carlo Allioni. Myrrhis aurea ingår i släktet spanskkörvlar, och familjen flockblommiga växter. Inga underarter finns listade i Catalogue of Life.